# Groß Breese (Trebel)
Groß Breese ist ein Ortsteil der Gemeinde Trebel im Landkreis Lüchow-Dannenberg in Niedersachsen.

## Geographie und Verkehrsanbindung
Das Reihendorf liegt südwestlich des Kernortes Trebel an der Kreisstraße K 4. Westlich vom Ort verläuft die B 493, südlich der nach Westen hin abfließende Luciekanal. Südöstlich liegt das 535 ha große Naturschutzgebiet (NSG) Planken und Schletauer Post und südwestlich das NSG Lüchower Landgrabenniederung. Die Landesgrenze zu Sachsen-Anhalt verläuft südlich.